# Thé au géranium
 (signalé en mai 2025).
Si vous disposez d'ouvrages ou d'articles de référence ou si vous connaissez des sites web de qualité traitant du thème abordé ici, merci de compléter l'article en donnant les références utiles à sa vérifiabilité et en les liant à la section « Notes et références ».
- Archive Wikiwix
- Bing
- Cairn
- DuckDuckGo
- E. Universalis
- Gallica
- Google
- G. Books
- G. News
- G. Scholar
- Persée
- Qwant
- (zh) Baidu
- (ru) Yandex
- (wd) trouver des œuvres sur Wikidata

Le thé au géranium est une spécialité de thé au Maghreb. Il remplace souvent le thé à la menthe en hiver quand il devient difficile de se procurer de la menthe fraiche ou pour éviter d'utiliser de la menthe séchée avec moins de goût.
Il se prépare comme le thé à la menthe, à la différence que des feuilles de géranium frais sont mises à infuser au lieu de la menthe.